# 茆荣华
茆荣华（1964年2月—），男，汉族，安徽肥东人，中华人民共和国政治人物。现任贵州省高级人民法院党组书记、院长。